# Abel Campos
Afonso Abel de Campos, noto come Abel Campos (Luanda, 4 maggio 1962), è un ex calciatore angolano, di ruolo centrocampista.
Anche i suoi figli Djalma Campos e Geovany Campos sono o sono stati calciatori.